# Гиперпространство (книга)
«Гиперпространство: научная одиссея через параллельные миры, дыры во времени и десятое измерение» (англ. Hyperspace: A Scientific Odyssey Through Parallel Universes, Time Warps, and the 10th Dimension) — книга Митио Каку, физика-теоретика Городского колледжа Нью-Йорка. Она сфокусирована на исследованиях автором размерностей пространства, в том числе гиперпространства. Также темой является то, что все основные фундаментальные взаимодействия во Вселенной (сильное взаимодействие, слабое взаимодействие, электромагнетизм и гравитация) в более высоких измерениях становятся последовательными и их легче описать. 

## Обзор
Мичио Каку пытается объяснить высшие измерения, анализируя сначала историю измерений пространства, борьбу за объединение квантовой механики и общей теории относительности в теорию струн. Затем он переходит к детализации теорий, касающихся двумерного мира, получившего название Флатландия. В конце книги обсуждаются такие темы, как кротовая нора, мультивселенная и судьба Вселенной. 

## Содержание

### Часть 1. Знакомство с пятым измерением
- Миры за пределами пространства и времени
- Математики и мистики
- Человек, который «видел» четвёртое измерение
- Тайны света: колебания в пятом измерении

### Часть 2. Объединение в десяти измерениях
- Квантовая ересь
- Реванш Эйнштейна
- Суперструны
- Сигналы из десятого измерения
- До сотворения

### Часть 3. «Червоточины»: ворота в другие вселенные?
- Чёрные дыры и параллельные миры
- Создание машины времени
- Сталкивающиеся вселенные

### Часть 4. Повелители гиперпространства
- За пределами будущего
- Судьба вселенной
- Заключение

## В культуре
Британская альтернативная рок-группа Muse использовала книгу как вдохновение для своего студийного альбома «Origin of Symmetry» (в переводе с англ. — происхождение симметрии).